# Saint-Vincent-de-Durfort
Saint-Vincent-de-Durfort település Franciaországban, Ardèche megyében. Lakosainak száma 272 fő (2022. január 1.). Saint-Vincent-de-Durfort Dunière-sur-Eyrieux, Flaviac, Lyas, Les Ollières-sur-Eyrieux, Pranles, Saint-Cierge-la-Serre, Saint-Fortunat-sur-Eyrieux és Saint-Julien-en-Saint-Alban községekkel határos.

## Népesség
A település népessége az elmúlt években az alábbi módon változott:
| Lakosok száma | 189  | 141  | 163  | 207  | 248  | 234  | 225  | 254  | 269  | 272  |
|               | 1968 | 1982 | 1990 | 2006 | 2013 | 2015 | 2017 | 2019 | 2020 | 2022 |